# Ойстрах, Игорь Давидович
И́горь Дави́дович О́йстрах (27 апреля 1931, Одесса, СССР — 14 августа 2021, Москва, Россия) ― советский и российский скрипач, дирижёр и педагог. Народный артист СССР (1989).

## Биография

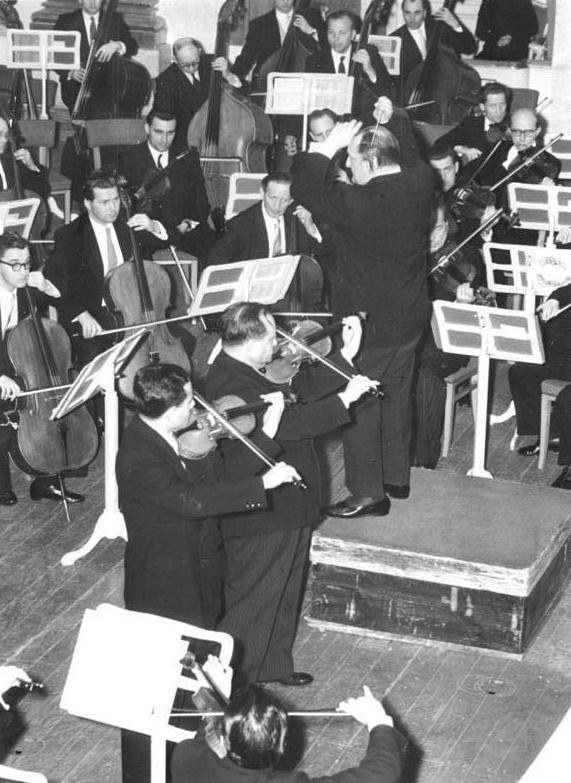
И. Ойстрах (слева) во время концерта вместе со своим отцом.

Родился в Одессе в семье скрипача Давида Фёдоровича Ойстраха (1908—1974) и пианистки Тамары Ивановны Ротаревой (1906—1976). С раннего детства начал заниматься музыкой; в шесть лет уже играл на скрипке, а через два года на фортепиано.
В 1949 году окончил Центральную музыкальную школу при Московской консерватории, в 1955 — Московскую консерваторию по классу скрипки у своего отца Д. Ф. Ойстраха, в 1958 — аспирантуру, под его руководством.
Ещё будучи студентом, одержал победы на Международном конкурсе скрипачей Всемирного фестиваля молодежи и студентов в Будапеште (1949) и Международный конкурс скрипачей им. Г. Венявского в Познани (1952).
В 1958 году, после окончания аспирантуры, был принят в штат Московской консерватории, с этого же года ― солист Московской филармонии.
Творческий почерк скрипача характеризуется интеллектуальным, расчётливым подходом к исполнению, реалистичностью интерпретаций. Выступал в дуэте со своим отцом, а также с оркестром под его управлением, сделав множество совместных записей. Также неоднократно выступал с И. Менухиным и с известными оркестрами мира под управлением таких дирижёров, как О. Клемперер, Ю. Орманди, К. М. Джулини, Г. Караян, Г. Шолти, Л. Маазель, З. Мета, С. Озава, Г. Рождественский и другими.
С 1968 года выступал как дирижёр. Дирижировал ансамблем солистов оркестра Московской филармонии. За границей его дирижёрский дебют состоялся в Копенгагене в феврале 1968 года. Выступал с симфоническими оркестрами Московской филармонии, Ленинградской филармонии, оркестрами Лондона, Берлина, Вены, Брюсселя.
Гастролировал во многих странах мира. Его дебют на Западе состоялся в Лондоне, в Королевском Альберт-холле. Затем последовали гастроли в США, Европе (Австрия, Дания, Франция, Великобритания, ГДР, Чехословакия), Канаде, Южной Америке, Японии и Австралии.
Среди его записей ― Второй скрипичный концерт Б. Бартока, сонаты И. С. Баха для скрипки и клавесина (вместе с женой Н. Зерцаловой), Второй скрипичный концерт и три пьесы для скрипки с оркестром Т. Н. Хренникова, поэма Е. Ф. Светланова памяти Д. Ойстраха.
Был членом жюри престижных скрипичных конкурсов, среди которых Международный конкурс имени П. И. Чайковского, Конкурс имени королевы Елизаветы, Международный конкурс скрипачей имени Генрика Венявского, Московский Международный конкурс скрипачей им. Давида Ойстраха.
С 1996 по 2010 год преподавал в Королевской консерватории Брюсселя (профессор).
Со своей семьей жил и работал в Брюсселе (Бельгия).
Вернулся в Россию в 2011 году.
Скончался 14 августа 2021 года в Москве на 91-м году жизни от острой сердечной недостаточности. После кремации прах музыканта захоронен на Новодевичьем кладбище.

### Семья
- Жена (с 1960) — Наталья Николаевна Зерцалова (12.12.1930—21.08.2017), пианистка, более 50 лет выступала в ансамбле с мужем.
  - Сын — Валерий Ойстрах (род. 19.09 1961), скрипач, преподаёт в Королевской консерватории Брюсселя с 1996 (профессор)[6].
    - Внук — Роберт Ойстрах (род. 2012).

## Звания и награды
Государственные:
- Заслуженный артист РСФСР (1968)
- Народный артист РСФСР (1978)[7]
- Орден Дружбы народов (1980)[8]
- Народный артист СССР (1989)

Другие награды, поощрения и общественное признание:
- 1-я премия Международного конкурс скрипачей Всемирного фестиваля молодежи и студентов (Будапешт, 1949)
- 1-я премия Международного конкурса скрипачей им. Г. Венявского (Познань, 1952)
- Почётный член Бетховенского общества в Бонне
- Почётный член общества А. Венявского в Познани
- Почётный член общества Э. Изаи в Брюсселе
- Почётный член обществ Ф. Мендельсона и Р. Шумана в Лейпциге
- Профессор Моцартовского общества в Вене (1981)
- Президент общества С. Франка в Льеже (1990)
- Почётный профессор Музыкального королевского колледжа в Лондоне (1990)

## Фильмография
- 1954 — В праздничный вечер (фильм-концерт)

## Список литературы
- Татьяна Берфорд, Князь Игорь, сын Давидов. Игорь Ойстрах в жизни и в искусстве, СПб.: Издательство им. Н. И. Новикова, 2013
- Артур Штильман, Знаменитые и великие скрипачи-виртуозы XX века. Издательство "Алетейя" Санкт-Петербург,2017
- Виктор Юзефович,  Царь Давид,Издательство "Особая книга",2017. Проект альбома удостоен гранта Президента Российской Федерации.